# Mumie von Grottarossa

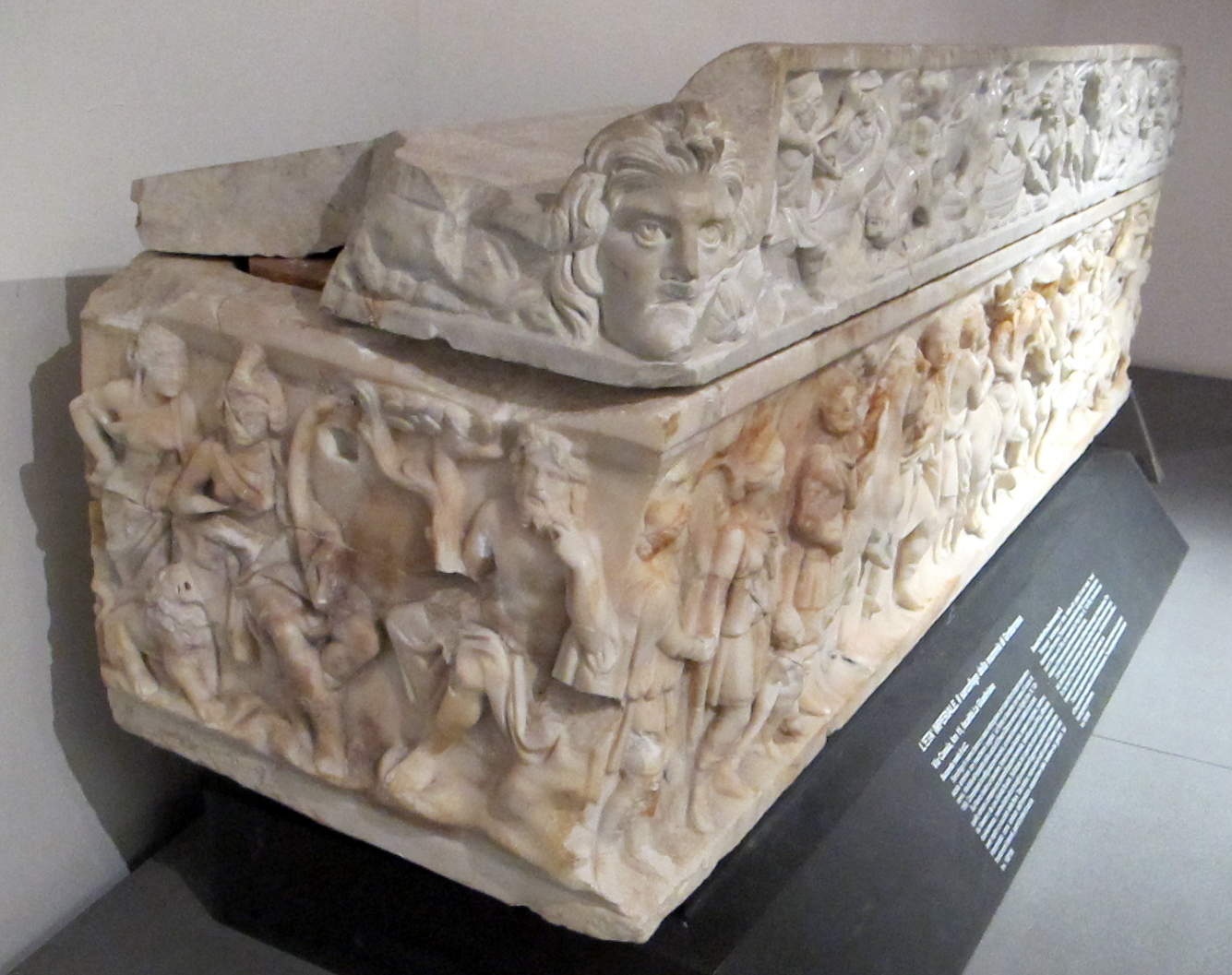
Sarkophag der Mumie von Grottarossa

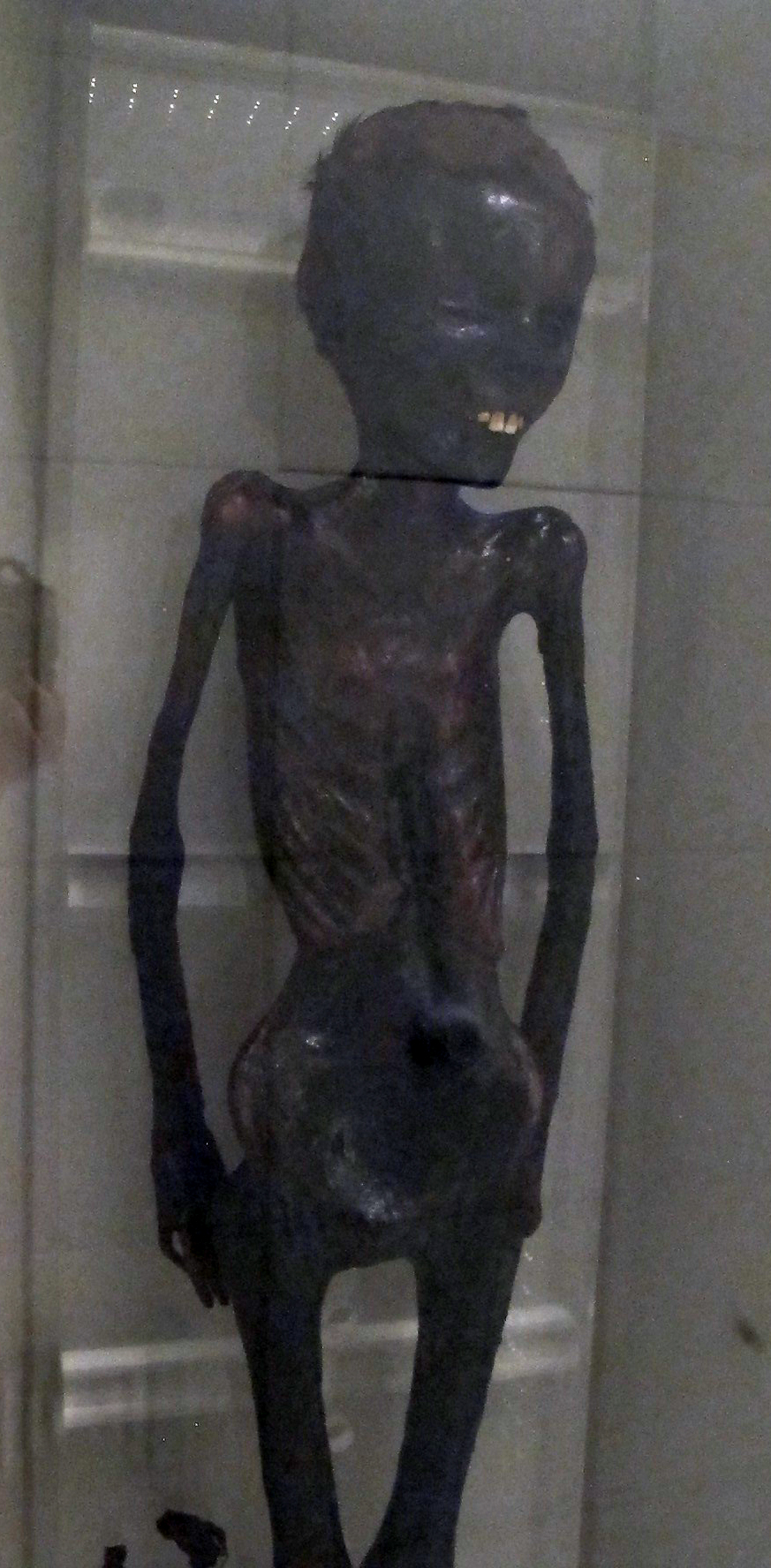
Mumie von Grottarossa

Die Mumie von Grottarossa ist die Mumie eines achtjährigen römischen Mädchens, die auf die Mitte des 2. Jahrhunderts n. Chr. datiert wird.
Sie wird in einem Raum im Untergeschoss des Palazzo Massimo alle Terme in Rom in einem Gehäuse mit kontrollierter Temperatur und Luftfeuchtigkeit aufbewahrt, das mit gedämpftem und gefiltertem Licht beleuchtet, um ihre Erhaltung zu gewährleisten.

## Entdeckung
Die Mumie ist als „Mumie von Grottarossa“ bekannt, weil sie am 5. Februar 1964 in dem zum Ager Romanus gehörenden Grottarossa (nördlich von Rom) am dreizehnten Kilometer der Via Cassia, in der späteren „Via dei Martiri de La Storta“ gefunden wurde. Der Sarkophag mit der Mumie blieb bei Aushubarbeiten auf einer Baustelle zunächst unentdeckt und wurde mitsamt dem Ausbruch-Material von einem Bagger auf einen Muldenkipper geworfen und zu einer nahe liegenden Deponie gebracht. Auch beim Entladen fiel der dabei beschädigte Sarkophag aus weißem Marmor nicht auf. Da es sich an diesem Tag um die letzte Fahrt zur Deponie handelte, wurde kein weiteres Material aufgeworfen. Als der Fahrer zu Arbeitsbeginn am nächsten Morgen zu seinem an der Deponie abgestellten Lkw ging, bemerkte er schließlich den reich geschmückten Sarkophag sowie den darin befindlichen menschlichen Körper und schaltete die Behörden ein.

## Bedeutung
Die Grottarossa-Mumie ist erst die zweite Mumie aus römischer Epoche, die je in Rom gefunden wurde. Eine erste Mumie von einem etwa zwölf- bis dreizehnjährigen Mädchen wurde bereits 1485 in einer Höhle an der Via Appia entdeckt und zunächst im Konservatorenpalast ausgestellt. Auf Wunsch des Papstes Innozenz VIII., der befürchtete, dass die Mumie als Reliquie verehrt werden könnte, wurde sie schließlich an einem geheim gehaltenen Ort vor den Toren der Porta Pinciana vergraben. Da die Römer keine Tradition in der Mumifizierung von Körpern entwickelten, stellte die Mumie von Grottarossa lange Zeit ein Unikum dar. Erst im Mai 2000 wurden südlich von Rom bei Grottaferrata, dem römischen Tusculum, in einem bis dato unbekannten Grab zwei weitere mumifizierte Körper aus dem 1. Jahrhundert n. Chr. gefunden.

## Beschreibung

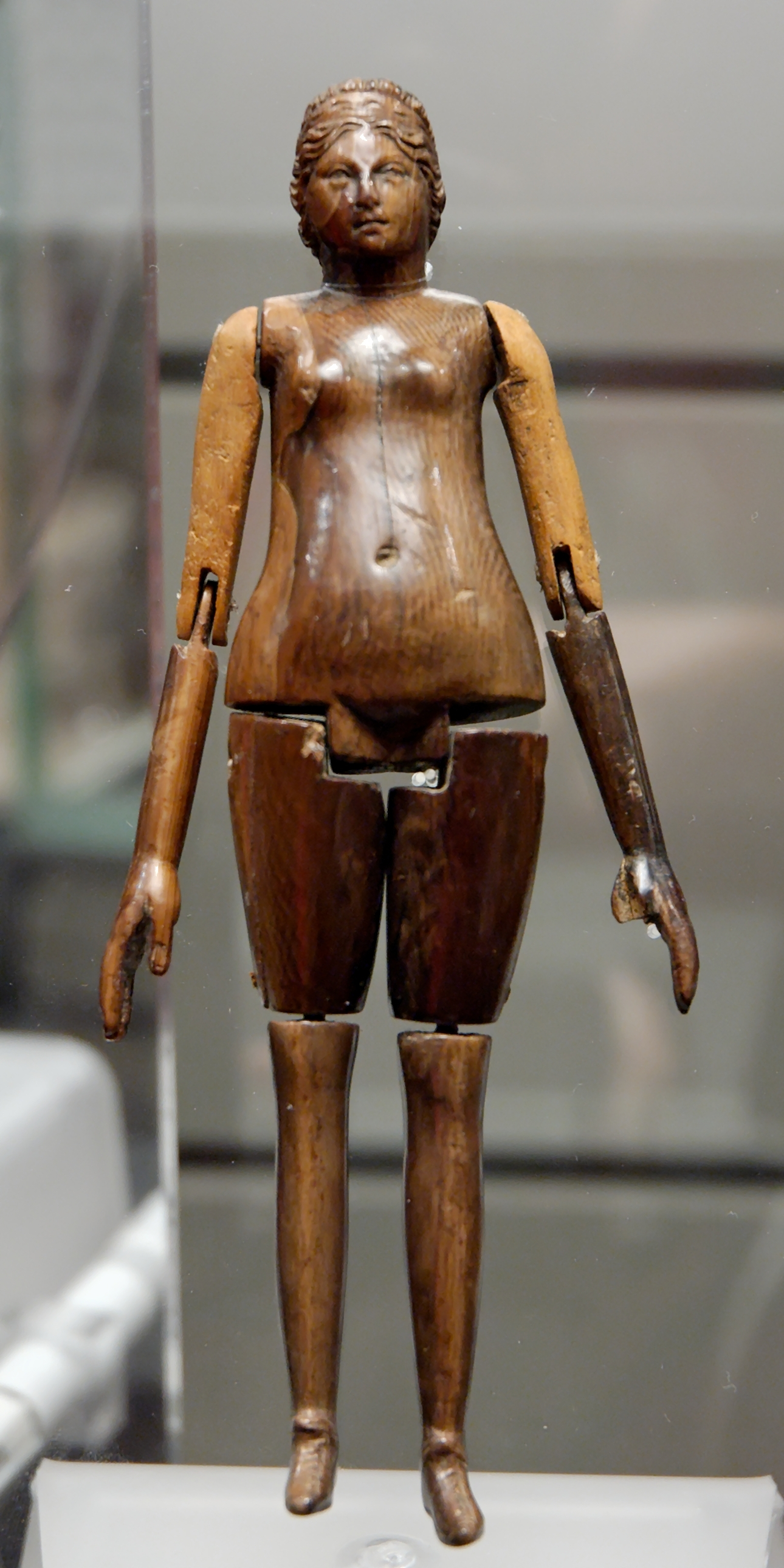
Kleine Elfenbeinpuppe, 16,5 cm hoch, mit Gelenken, gefunden neben der Mumie von Grottarossa

Das römische Mädchen stammte wahrscheinlich ursprünglich aus Nord- oder Mittelitalien. Der Leichnam wurde mumifiziert, ohne dabei das Gehirn und die Eingeweide zu entfernen (was noch anhand von Computertomographie-Untersuchungen festgestellt werden konnte) und unter Verwendung von Leinenbinden, die mit duftenden und harzigen Substanzen getränkt waren (eine in Ägypten weit verbreitete Praxis, die in Rom jedoch selten nachgewiesen wurde).
Aus den durchgeführten Analysen geht hervor, dass das Mädchen mehrere Infektionen gehabt und unter Ernährungsmängeln gelitten hatte, es war jedoch eine beidseitige Lungenfibrose, die ihren Tod verursachte. Trotz der Unterernährung gehörte das Mädchen keiner armen Familie an, sondern war Teil einer römischen Familie, die mutmaßlich zum Kult der ägyptischen Göttin Isis konvertierte. Der Isiskult hatte sich im ersten und zweiten Jahrhundert im gesamten Römischen Reich verbreitet. Die Familie war vermutlich vermögend und kaufkräftig.
Der Körper des Kindes war nämlich in eine feine chinesische Seidentunika gehüllt und mit einer Halskette aus Gold und Saphiren geschmückt, außerdem hatte er zwei Ohrringe aus Goldfaden und einen Ring mit goldener Lünette, auf dem eine Darstellung der Göttin Victoria eingraviert war. Ein mit Draht umwickelter Teil des Rings diente zur Verringerung seines Durchmessers. Neben der Mumie wurde auch eine Elfenbeinpuppe mit gelenkigen Armen und Beinen gefunden. Elfenbeingelenkpuppen wurden auch in anderen Grabausstattung von jungen Frauen gefunden. Dazu gehört die Puppe der Crepereia Tryphaena, die bei den Ausgrabungen des Justizpalastes in Rom gefunden und im Antiquarium aufbewahrt wurde. Die Grabausstattung wurde durch einige rote Bernsteingläser, kleine Amulette und eine winzige weibliche Büste, ebenfalls aus Bernstein, vervollständigt.
Der umschließende Sarkophag aus weißem Marmor mit eckigen Masken war mit Hirschjagdszenen verziert, die von der im vierten Buch der Äneis beschriebenen Episode von Äneas und Dido inspiriert waren.